# تصورت (آيت إنزال لوطا)
تصورت هو دُوَّار يقع بجماعة تغدوين، إقليم الحوز، جهة مراكش آسفي في المملكة المغربية. ينتمي الدوّار لمشيخة آيت إنزال لوطا التي تضم 9 دواوير. يقدر عدد سكانه بـ 503 نسمة حسب الإحصاء الرسمي للسكان والسكنى لسنة 2004.

## روابط خارجية
- البوابة الوطنية للجماعات الترابية نسخة محفوظة 12 مارس 2018 على موقع واي باك مشين.
- المندوبية السامية للتخطيط